# Александр Ферский
Александр Ферский (др.-греч. Ἀλέξανδρος τῶν Φερῶν; ок. 400 года до н. э. — 358 до н. э.) — племянник Ясона Ферского, тиран фессалийского города Феры 369—358 годов до н. э.
Александр пришёл к власти в Ферах после убийства своего дяди Полифрона в 369 году до н. э. Его правление прошло в постоянных войнах с Македонией, Фивами, Афинами и фессалийскими городами. В 364 году до н. э. после поражения от фиванцев он был вынужден отказаться от большинства своих владений. В 358 году до н. э. Александр Ферский был убит в ходе заговора, который организовала его супруга Феба.
Античные источники представляют Александра Ферского жестоким тираном, чуть ли не «худшим из всех, которых порождала греческая земля». Данная оценка, по мнению современных историков, не лишена правдивости, так как Александр Ферский был вероломным и грубым деспотом, единственным стремлением которого было сохранение и приумножение собственной власти. По мнению Г. Берве, Александр Ферский, хоть и смог продержаться у власти одиннадцать лет, под конец своего правления превратился из могущественного тирана в «морского разбойника», который угрожал всем своим соседям.

## Биография

### Происхождение. Приход к власти
Александр родился, предположительно около 400 года до н. э., в семье Полидора — брата Ясона Ферского, тирана Фер и верховного вождя-тага Фессалии, одного из самых могущественных людей Древней Греции в 370-е годы до н. э. В 370 году до н. э. Ясон был убит. Организаторов покушения найти не удалось. Диодор Сицилийский озвучил версию о том, что заказчиком убийства Ясона выступил Полидор, хотя существуют и другие мнения относительно организаторов покушения. В изложении Ксенофонта, после гибели Ясона Полидор с братом Полифроном совместно наследовали должности тирана Фер и тага Фессалии, так как сыновья Ясона на тот момент были ещё малолетними.
Когда Полидор с Полифроном по каким-то делам отправились в Ларису Полидор внезапно, «неожиданно и без всякой видимой причины» во время сна, умер. Со слов Ксенофонта, с наибольшей долей вероятности, он был убит братом. О правлении Полифрона известно немногое. Согласно Ксенофонту, оно было жестоким. Для Фессалии это был первый случай, когда верховный вождь-таг вёл себя как жестокий тиран. Также жители области были недовольны превращением выборной должности тага в монархическую. На этом фоне в Фессалии возникла оппозиция во главе с Алевадами. Они обратились за помощью к царю Македонии Александру II, который согласился выступить в поход против Полифрона. Пока оппозиция Полифрону собиралась с силами, в самой Фессалии возник заговор, который возглавил сын Полидора Александр Ферский. Выдавая из себя мстителя за отца, а на самом деле «будучи одержимым желанием захватить власть», он, — по версии Диодора — отравил Полифрона, или, — по версии Плутарха, — поразил его копьём. Событие произошло в 369 году до н. э. Впоследствии, Александр украсил копьё, которым убил Полифрона, венками и приносил ему жертвы, называя его божеством случая Тихоном.

### Правление
Первой задачей Александра после получения власти в Ферах стало отражение вторжения македонян. Царь Македонии Александр II по приглашению Алевадов занял Ларису и Краннон, после чего поставил в них гарнизоны, отказавшись передавать их фессалийцам и вернулся домой. На этом фоне Алевады обратились за помощью к фиванцам. Беотийское войско под командованием Пелопида изгнало македонские гарнизоны из фессалийских городов.
В следующем 368 году до н. э. Алевады, на фоне попыток Александра Ферского расширить свои владения, вновь запросили помощь фиванцев. На этот раз Пелопид отправился в Фессалию без войска, надеясь уладить конфликт дипломатическими методами и, согласно Плутарху, «изменить его нрав, превратив из тирана в умеренного и справедливого правителя». Пелопид встретился с Александром Ферским, после чего был арестован вместе с сопровождающим его Исмением, а ферский тиран сразу же после этого занял Фарсал.
Такие действия Александра Ферского вызвали негодование в Фивах, которые стали готовиться к войне. Ферский тиран, в свою очередь, заключил союз с врагами Фив Афинами, которые отправили ему на помощь флот в 30 кораблей с тысячей воинов под командованием Автокла. В свою очередь, Александр Ферский начал поставлять в Афины рогатый скот, и, возможно, передал им крупную сумму денег, причём был настолько щедр, что в городе установили его статую. Первый поход фиванского войска, которое насчитывало восемь тысяч гоплитов и шестьсот всадников, оказался неудачным. Согласно античным источникам, фессалийские союзники фиванцев перешли на сторону Александра Ферского, после чего всё их войско оказалось перед угрозой уничтожения. Лишь грамотные действия Эпаминонда позволили обеспечить отход основных сил в Беотию.
Весной 367 года до н. э. фиванское войско под командованием Эпаминонда вновь вторглось в Фессалию. Согласно Плутарху, он действовал весьма осторожно, чтобы не спровоцировать Александра Ферского казнить пленников. Новое наступление фиванцев мешало реализации планов Александра Ферского по завоеванию Фессалии и он согласился отпустить Пелопида и, возможно, отказаться от Фарсала, который был занят фиванцами, в обмен на перемирие.
Следующие несколько лет Александр Ферский был занят упрочением своего положения в Фессалии. Согласно Плутарху, он «разорил немалое число фессалийских городов и расставил свои отряды по всей земле фтиотидских ахейцев и в Магнесии». На этом фоне фессалийцы вновь обратились за помощью в Фивы, которые согласились отправить им на помощь войско под командованием, горевшего желанием отомстить Александру Ферскому за унижения во время плена, Пелопида. В последующей битве при Киноскефалах фиванцы победили, однако их военачальник Пелопид погиб. Следующее экспедиционное войско довершило разгром Александра Ферского.
По условиям мирного договора 364 года до н. э. Александр лишался практически всех своих владений кроме Фер, прибрежного города Пагасы и южной части Магнесии. Также он становился подвластным союзником Фив, который должен был предоставлять своё войско для их кампаний, а также считать своими врагами соперников Фив. Впоследствии, он даже был вынужден предоставить Фивам военный контингент, который участвовал в битве при Мантинее 362 года до н. э.
В этих условиях Александр Ферский, чтобы обеспечить содержание войска наёмников был вынужден заняться пиратством. Так, он захватил Тенос, осаждал Пепареф, в одном из сражений разбил афинского наварха Леосфена, а затем на захваченных кораблях совершил дерзкий налёт на главный афинский порт Пирей. Таким образом Александр Ферский превратился из союзника во врага Афин. К этому времени относится посольство от Александра к другому командиру наёмников Харидему, который на тот момент воевал против афинян на севере Эгейского моря.
В 362 году до н. э., после поражения фиванцев под Мантинеей и гибели Эпаминонда, Александр Ферский счёл возможным вновь нападать на фессалийские города. В этих условиях фессалийцы и Афины в 361/360 году до н. э. заключили союз, по условиям которого не могли вести сепаратные переговоры с Александром Ферским. Однако, каких-либо практических последствий для Александра Ферского этот союз не имел.

### Гибель
В 358 году до н. э. жена Александра Феба организовала заговор против супруга. Династический брак Александра с дочерью его влиятельного предшественника Ясона был несчастливым и бездетным. Современник Александра Ферского Ксенофонт озвучил слухи об отказе помиловать по просьбе Фебы некоего молодого человека, а также сватовство Александра при живой супруге Фебе к другой женщине, вдове её отца и мачехе. В изложении античных авторов, Феба уговорила братьев Тисифона и Ликофрона спрятаться в одной из комнат дома, а затем Александр был убит ими во время сна.
Тело Александра, по одной из версий, было выброшено на улицу, где подверглось поруганию. По другой версии, труп Александра Ферского выбросили в море, откуда его выловил один из бывших сторонников и доставил к единомышленникам для оказания посмертных почестей.
Власть в Ферах наследовали непосредственные убийцы Александра Тисифон и Ликофрон. Впоследствии, история об убийстве Александра Ферского нашла отображение в трагедии Мосхия «Ферейцы».

## Монеты

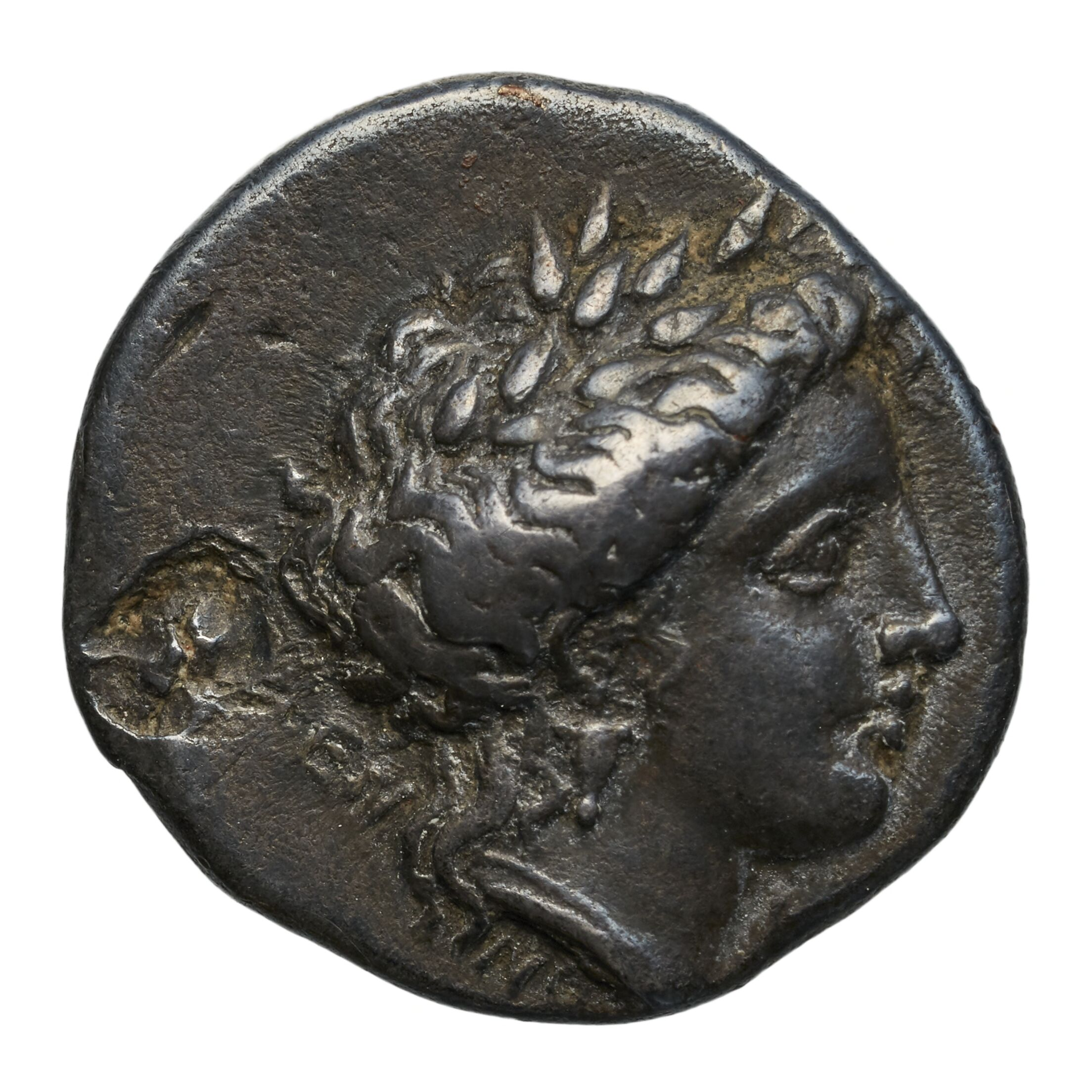
Аверс драхмы с, предположительно, изображением богини Эннодия

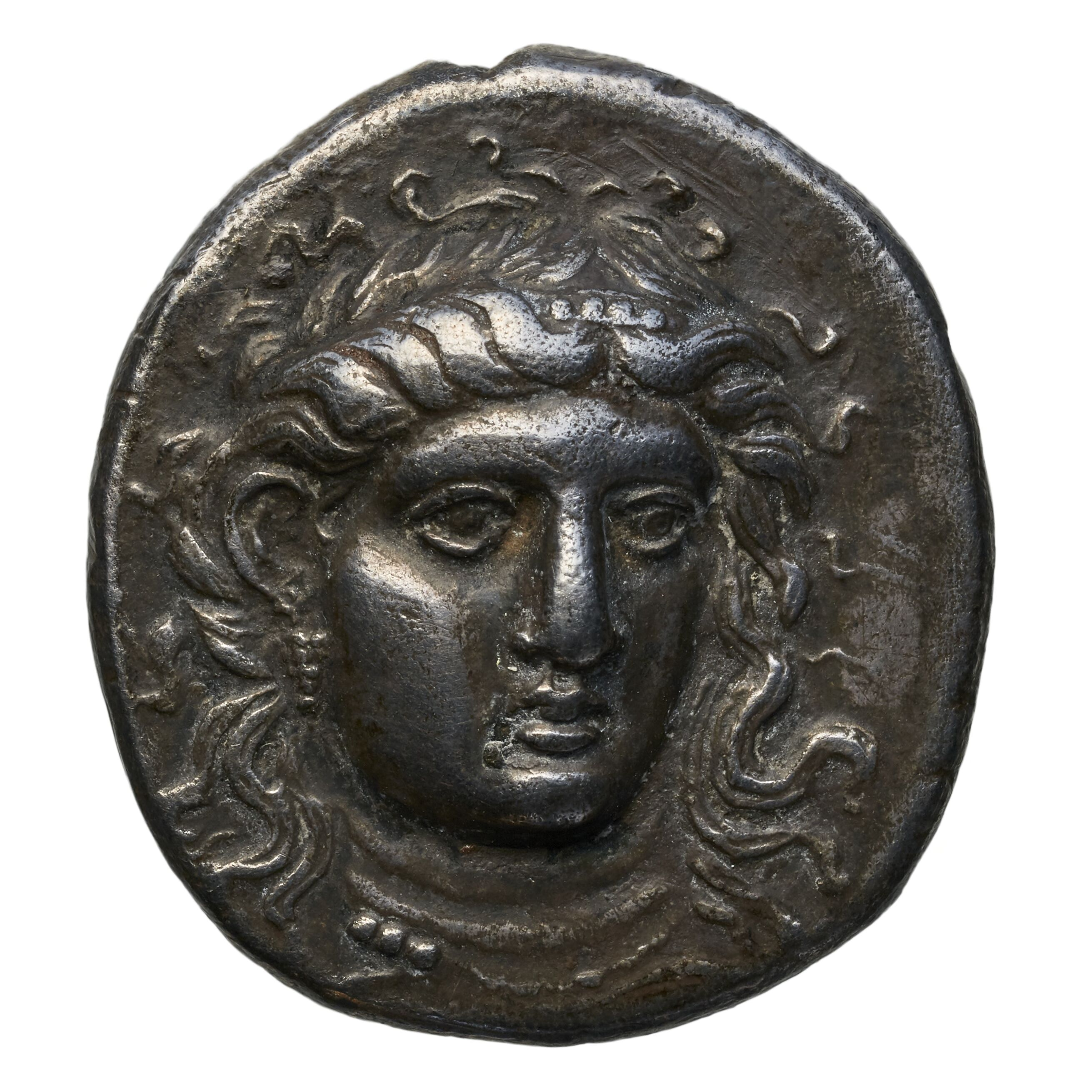
Аверс тетрадрахмы с изображением нимфы Гипереи

При Александре в Ферах чеканили высококачественные монеты. На их аверсе обычно помещали женскую голову. Изображение женщины на аверсе монеты могут интерпретировать как Гекату, Артемиду Ферейскую или локальную фессалийскую богиню дорог, городов и защиты от злых сил Эннодию. Нумизматы также выделяют монетные типы, где Эннодию помещали на реверсе, а на аверсе — нимфу Гиперею; на аверсе находился портрет молодого мужчины, предположительно предшественника Александра Ясона в петасе, на реверсе — копыто с подковой; монеты малых номиналов оболы с колесом на аверсе, лабрисом на реверсе
Особенностью монет Александра Ферского является легенда с его именем на реверсе, что было нехарактерным для соответствующего времени.

## Оценки
Эпаминонд знал его [Александра Ферского] кровожадность и презрение к добру и справедливости, знал, что тот закапывал людей в землю живыми, а иных приказывал обернуть в шкуру кабана или медведя и, спустив на них охотничьих собак, развлекался, глядя, как несчастных рвут на куски и закалывают копьями; что в Мелибее и Скотуссе, союзных и дружественных городах, его телохранители, окружив во время собрания народ на площади, истребили всех взрослых граждан поголовно …
Античные источники представляют Александра Ферского жестоким тираном, чуть ли не «худшим из всех, которых порождала греческая земля», который мог приказать убить с особой жестокостью всех жителей захваченного города. Александр сам поддерживал этот образ в силу своей чрезмерной подозрительности к окружающим. Так, однажды, во время представления «Троянок» Еврипида он вдруг поднялся и ушёл из театра, попросив передать актёрам, что не может позволить, чтобы его увидели плачущим, настолько его поразила их игра. Одновременно Александр Ферский отметил, что ему стыдно за то, что «его трогают страдания на сцене, но оставляют бесчувственным беды сограждан». Обратной стороной такого поведения, согласно Валерию Максиму, был постоянный страх за свою жизнь. Хоть античный образ Александра Ферского и является чересчур типологическим, однако, по мнению Э. Д. Фролова, он не лишён правдивости, так как за ним скрывался вероломный и грубый деспот. Правление Александра Ферского было отмечено лишь стремлением сохранить и приумножить собственную власть, что представляло резкий контраст с политикой его предшественника Ясона.
После прихода к власти в Ферах Александр был вынужден начать покорение Фессалии, так как жители области не приняли его своим верховным вождём-тагом и оказали ожесточённое сопротивление. В. Ф. Кутергин связывал его с жестокостью Александра; Э. Д. Фролов — считал следствием прямолинейной и недальновидной политики тирана. По мнению историков, напуганные жестокостью Александра фессалийцы использовали любую возможность, вплоть до обращения к чужеземным правителям, для того, чтобы не попасть под его власть. Ситуацией внутренней смуты в Фессалии воспользовались Фивы, Афины и Македония для устранения угрозы для собственных владений. В 364 году до н. э., когда Александр был близок к полному поражению, фиванцы предпочли не уничтожать своего прежнего противника. Возможно, они посчитали, что расчленение Фессалии на две части для них более выгодно, особенно в условиях, когда одна из них находится во власти одиозной и неприемлемой для других фессалийцев личности. В союзе фессалийских городов даже отказались от должности «тага», которую стали ассоциировать с Александром Ферским и его предшественниками, заменив её на «архонтов».
По мнению Г. Берве, Александр Ферский, хоть и смог продержаться у власти одиннадцать лет, под конец своего правления превратился из могущественного тирана в «морского разбойника», который угрожал всем своим соседям. Его внезапная смерть была воспринята ими с облегчением. Однако, правление Александра Ферского не прошло бесследно для Древней Греции. При Александре стали чеканить монеты с именем правителя, что было нехарактерно для описываемого времени. Также, при нём получил распространение культ счастливого случая и благой судьбы.

### Исследования
- Берве Г. Тираны Греции. — Ростов-на-Дону: Феникс, 1997. — (Исторические силуэты). — ISBN 5-222-00368-X.
- Борза Ю. История античной Македонии (до Александра Великого) / пер. с англ. М. М. Холода при участии А. Бодрова, О. и В. Иванцовых, 3. Барзах; научная ред. и вступ. статья М. М. Холода; приложения М. М. Холода, Э. Д. Фролова и Ю. Н. Кузьмина. — СПб.: Нестор-История, 2013. — 592 с. — (Историческая библиотека). — ISBN 978-5-44690-015-2.
- Кембриджская история древнего мира / под редакцией Д.-М. Льюиса, Дж. Бордмэна, С. Хорнблоуэра, М. Оствальда. Перевод, научное редактирование, примечания А. В. Зайкова. — М.: Ладомир, 2017. — Т. VI. Четвёртый век до нашей эры. Первый полутом. — 720 с. — ISBN 978-5-86218-545-4.
- Кутергин В. Ф. Беотийский союз в 379 — 335 гг. до н. э.: Исторический очерк. — Саранск: Издательство Мордовского университета, 1991. — 184 с. — ISBN 5-7103-0004-7.
- Фролов Э. Д. Греция в эпоху поздней классики (Общество. Личность. Власть). — СПб.: Издательский Центр «Гуманитарная Академия», 2001. — 602 с. — (Studia classica). — ISBN 5-93762-013-5.
- Kaerst J.[нем.]. Alexandros 5 // Paulys Realencyclopädie der classischen Altertumswissenschaft :  [нем.] / Georg Wissowa. — Stuttgart : J. B. Metzler’sche Verlagsbuchhandlung, 1893. — Bd. I, 1. — Kol. 1408—1409.
- Stähelin F.[нем.]. Iason 3 // Paulys Realencyclopädie der classischen Altertumswissenschaft :  [нем.] / Georg Wissowa. — Stuttgart : J. B. Metzler’sche Verlagsbuchhandlung, 1914. — Bd. IX, 1. — Kol. 771—777.
- Rossi T. A Silver Drachm of Alexander of Pherae (англ.). coinweek.com. COINWEEK (10 апреля 2023). Дата обращения: 15 июля 2025.
- Ziegler K.[нем.]. Polydoros 6 // Paulys Realencyclopädie der classischen Altertumswissenschaft :  [нем.] / Georg Wissowa. — Stuttgart : J. B. Metzler’sche Verlagsbuchhandlung, 1952. — Bd. XXI, 2. — Kol. 1612.